# East Dubuque
East Dubuque é uma cidade localizada no estado americano de Illinois, no Condado de Jo Daviess.

## Demografia
Segundo o censo americano de 2000, a sua população era de 1995 habitantes.
Em 2006, foi estimada uma população de 1982, um decréscimo de 13 (-0.7%).

## Geografia
De acordo com o United States Census Bureau tem uma área de
5,5 km², dos quais 5,3 km² cobertos por terra e 0,2 km² cobertos por água.

## Localidades na vizinhança
O diagrama seguinte representa as localidades num raio de 16 km ao redor de East Dubuque.